# Сільська елегія (фільм)
«Сільська елегія» (англ. Hillbilly Elegy) — американський драматичний фільм 2020 року, знятий режисером Роном Говардом. Адаптація автобіографічної книги Джеймса Венса «Сільська елегія». У головних ролях: Емі Адамс, Гленн Клоуз, Габріель Бассо, Гейлі Беннетт і Фріда Пінто. Фільм розповідає історію про життя трьох поколінь однієї бідної американської сім'ї.

## Сюжет
Джексон, штат Кентуккі, 1997 рік. Джей Ді згадує свої підліткові роки, які він проводив зі своїми бабусею Бонні, дідусем, мамою Бев та сестрою Ліндсі.
Чотирнадцять років потому Джей Ді навчається в Єльському університеті та працює на трьох роботах. Він зустрічається з дівчиною, на ім'я Уша, у якої літнє стажування у Вашингтоні (округ Колумбія). Джей Ді відвідує зустріч, на якій сподівається отримати таке ж стажування. Йому дзвонить сестра Ліндсі, яка повідомляє, що їхня мама в лікарні після передозування героїном. Ліндсі дуже втомлена, оскільки працює та виховує трьох дітей, тому вона просить Джей Ді повернутись додому. Він каже, що не може приїхати, тому що в Єльському університеті проходить тиждень співбесід.
Джей Ді згадує, як у дитинстві він постійно конфліктував з мамою, тому що вона була психічно та емоційно нестабільною. Одного разу, коли Джей Ді їхав з мамою в машині, вона сказала, що хоче, щоб її хлопець жив з ними. Бев починає набирати швидкість і казати, що хоче розбити машину, а після цього зупиняється та б'є ДжейДі. Він вилазить з машини, біжить в будинок, який знаходиться біля дороги й дзвонить звідти бабусі та дідусю, щоб вони приїхали та забрали його. Тим часом власниця будинку намагається захистити Джей Ді й викликає поліцію, яка приїжджає та заарештовує Бев. Бабуся і дідусь приїжджають за внуком, і після цього він бреше поліції, що мама не била його, тому вони відпускають Бев.
У 2011 році Джей Ді приїжджає у лікарню, де бачить, що його мама кричить на медсестру. Бев збираються виписати з лікарні, оскільки в неї немає медичної страховки. Тим часом Джей Ді відповідає на телефонний дзвінок, і йому пропонують прийти на співбесіду наступного ранку.
Джей Ді згадує похорони свого дідуся у 1997 році. Бев працює медсестрою у лікарні, але її звільняють, тому що вона краде та вживає наркотики. Пізніше в неї стається нервовий зрив через смерть батька. 2011 року Джей Ді та Ліндсі знаходять Бев місце у реабілітаційному центрі, і Джей Ді згадує, як раніше це їй ніколи не допомагало. Він оплачує реабілітацію Бев, але вона відмовляється прийняти таку допомогу.
У 1997 році Джей Ді, Ліндсі та Бев переїжджають в будинку її начальника та нового чоловіка — Кена. Бев не припиняє приймати наркотики. Бабуся Джей Ді потрапляє до лікарні з пневмонією. Він починає хуліганити разом зі своїм новим зведеним братом Тревісом та його друзями. 2011 року хлопець Бев викидає її речі зі своєї квартири.
У 1997 році бабуся Джей Ді забирає його жити до себе, допомагаючи йому уникати неприємностей і досягти успіхів в школі. Він виростає, вступає в морську піхоту, повертається додому після смерті бабусі та використовує G.I. Bill, щоб вступити в коледж. 2011 року Джей Ді знімає мамі кімнату в мотелі, купує їй трохи їжі та повертається в Єль на співбесіду.

## У ролях
| Актор          | Роль               |
| -------------- | ------------------ |
| Габріель Бассо | Джеймс Девід Венс  |
| Емі Адамс      | Беверлі (Бев) Венс |
| Гленн Клоуз    | Бонні (Мама) Венс  |
| Санні Мабрі    | юна Бонні Венс     |
| Гейлі Беннетт  | Ліндсі Венс        |
| Фріда Пінто    | Уша                |
| Бо Гопкінс     | Папа Венс          |